# Mixer (consolle)

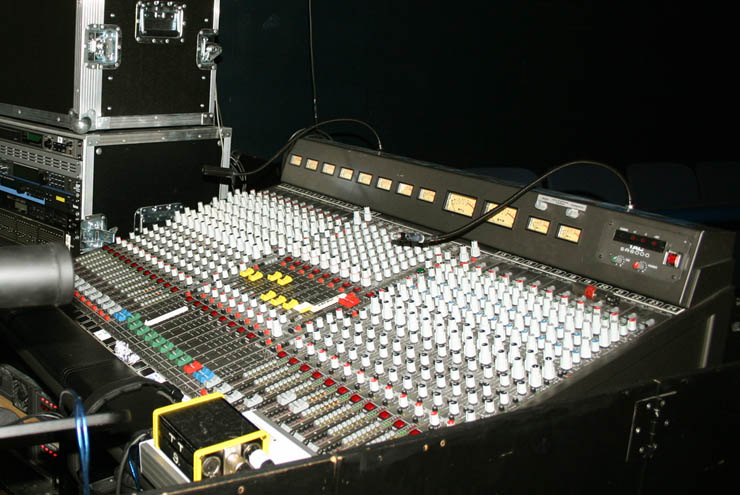
Un mixer analogico in uso

Il mixer, nelle applicazioni audio, è un'apparecchiatura elettronica che consente di miscelare segnali provenienti da sorgenti differenti, regolandone individualmente il livello, per ottenere un unico segnale composito in uscita. Viene utilizzato dalle persone addette alla regia di studi di registrazione, spettacoli teatrali, televisivi, radiofonici, concerti (sia di musica dal vivo che con DJ).
A partire dalla fine degli anni Ottanta si sono diffusi sempre più i mixer digitali, che convertono il segnale analogico in digitale e lo processano in dominio completamente digitale al loro interno.

## Tipologie

### Mixer da regia

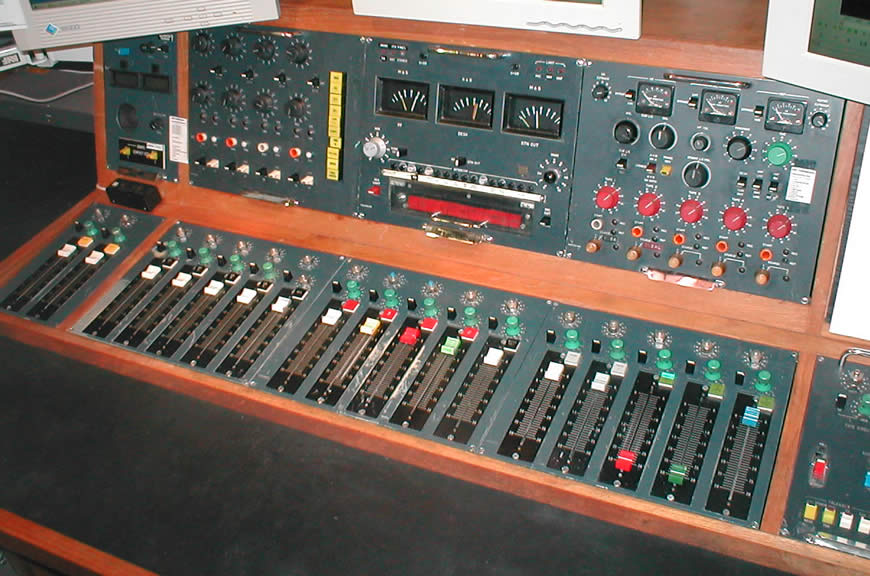
La consolle di missaggio Mark III della BBC Local Radio

I mixer da regia, a differenza dei mixer per dj, hanno un notevole numero di canali che va più o meno dai 4 fino a mixer di 32/48 canali (fino a 196 ed oltre per spettacoli di grandi dimensioni e stazioni di lavoro da studio di registrazione), che permettono la variazione dei volumi, dei toni, del segnale audio presente su quel canale. Il mixer da regia permette inoltre di indirizzare una parte del segnale dei singoli canali verso eventuali effetti esterni, come ritardi, riverberatori, equalizzatori, ecc. 
I mixer da regia principalmente servono per regolare i volumi dei microfoni e per creare un'immagine stereo.
La qualità sonora di un mixer è data principalmente dalla qualità dei preamplificatori, dei filtri, dei potenziometri (fader) che regolano il volume di ogni canale e dalla distorsione armonica totale, ovvero la misura in cui ogni dispositivo audio altera il contenuto in frequenza del segnale.

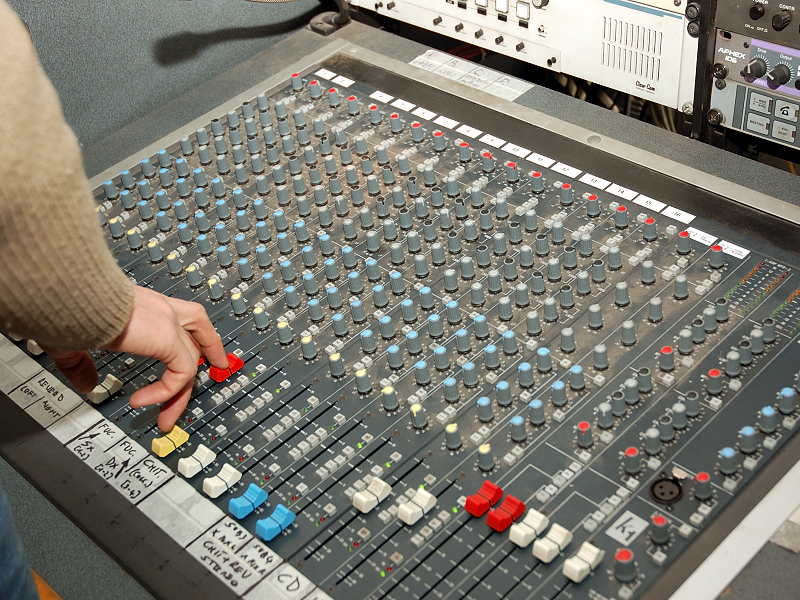
Mixer Soundcraft K1.

### Mixer per DJ

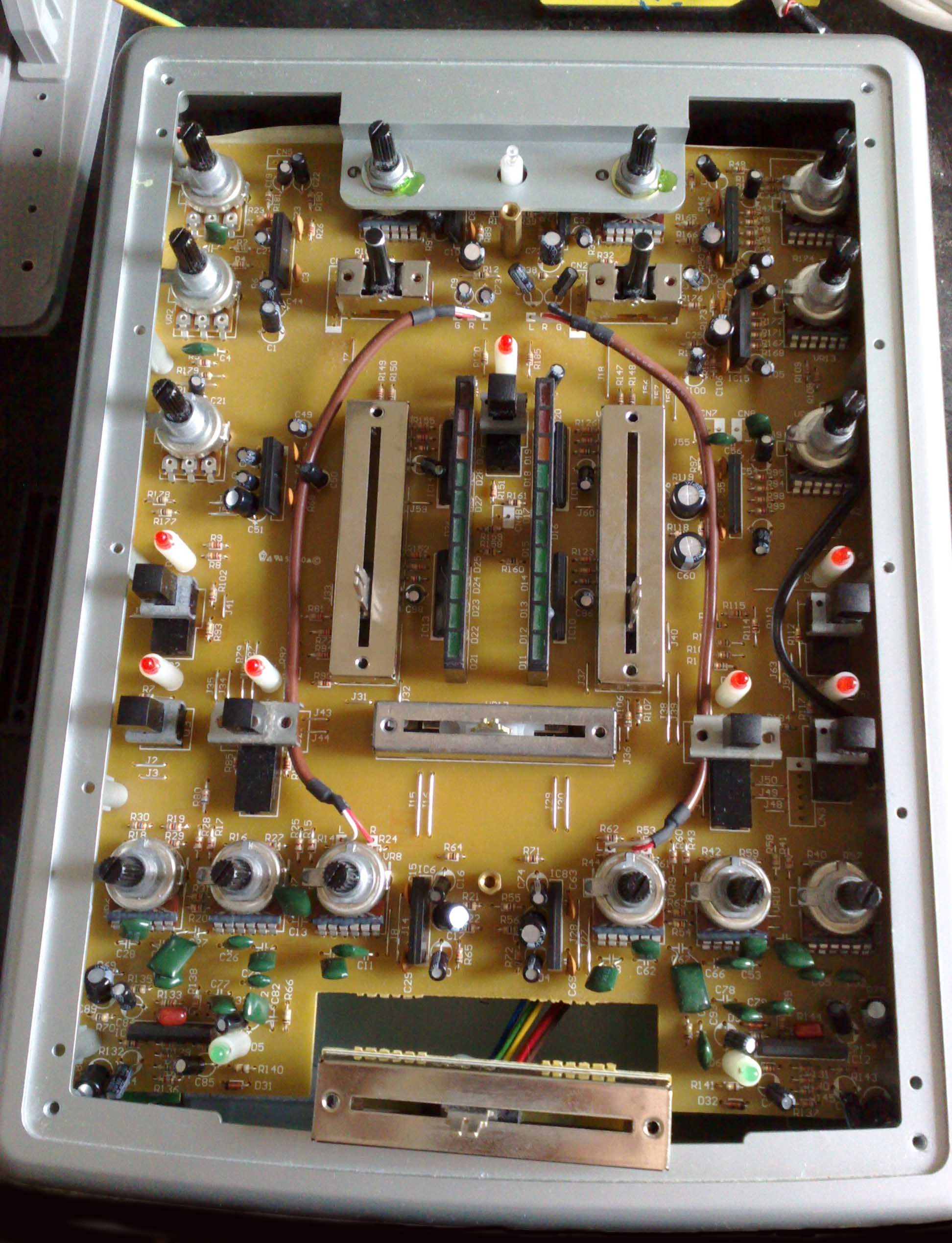
L'interno di un mixer da dj, si noti anche il crossfader estraibile dal gruppo per la sostituzione con uno a slitta corta, ideale per lo scratching

I mixer per DJ a differenza di quelli per regia presentano un numero inferiore di canali audio, da un minimo di 2 ad un massimo di 8 nelle console più grandi. Va innanzitutto detto che i mixer da DJ sono dei mixer stereo, quindi alzando il volume di un canale lo si alza in realtà su due canali (sinistro e destro - L e R), i mixer invece usati nelle regie hanno i canali di input mono in quanto viene collegato un microfono o un ingresso di linea.
I mixer per DJ di nuova generazione hanno al loro interno un DSP degli effetti, cioè un generatore di effetti incorporato nel mixer stesso, che permette, al DJ, di aggiungere degli effetti esterni alla canzone che sta riproducendo.
Oltre al DSP molti mixer per DJ incorporano anche un campionatore che permette di registrare alcuni secondi di uno dei brani in esecuzione e metterlo ad esempio in loop oppure eseguirlo ogni tanto a piacere del DJ, è anche possibile mandare il campione verso il DSP, creando quindi effetti sul loop registrato.
La sensibilità dei controlli è importantissima per i mixer da DJ, infatti maggiore è la sensibilità e soprattutto la morbidezza del controllo volume, più semplice sarà l'esecuzione di alcuni effetti come lo scratch.

## Componenti
I diversi tipi di mixer condividono la stessa struttura, che consiste essenzialmente nel trattare segnali sonori provenienti da diversi canali di ingresso e sommarli in uno o più canali di uscita.

### Ingressi
Ciascun canale di ingresso riceve il segnale da una sorgente, ad esempio un microfono, uno strumento musicale, un riproduttore di dischi, CD o nastri magnetici.
A seconda del tipo di mixer e dell'uso per cui è progettato, ciascun canale possiede una combinazione di funzionalità. 
Nella struttura della console, nella maggior parte dei casi ciascun canale occupa una striscia verticale; molto raramente, una striscia orizzontale.

#### Connettori di ingresso
Ogni channel-strip contiene uno o più tipi di ingresso monofonico; generalmente un ingresso microfonico (connettore XLR, a bassa impedenza) e un ingresso di linea bilanciata (connettore TRS ad alta impedenza) o sbilanciata su jack TS, da usare uno in alternativa all'altro.

In una sezione separata del mixer (ad esempio nei canali da 21 a 24 di un mixer a 24 canali) sono a volte presenti uno o più ingressi stereofonici di linea sbilanciati su RCA o jack TS (usati per lettori CD, ritorni effetti o altre sorgenti stereo e simili); questi canali in genere dispongono di limitatissima o nulla capacità di trattamento/equalizzazione, e a volte dispongono solo di un potenziometro combo quale livello d'ingresso/volume assegnazione al main mix, più un mute; altre volte possono invece assegnare ad alcune o tutte le uscite ausiliare, anche streofonicamente su coppie di esse, risultando nei fatti un matrix mixer incorporato nel banco mixer principale.

#### Stadio di ingresso
Questa sezione si occupa di adattare il segnale elettrico in ingresso alle caratteristiche del mixer. Contiene un potenziometro per regolarne il guadagno del preamplificatore e talvolta altri controlli, come l'alimentazione phantom per un microfono a condensatore oppure un invertitore di fase (utile quando la stessa sorgente sonora è ripresa con più microfoni), filtri passa alto etc.

#### Insert
Dopo aver realizzato il livello ottimale di segnale in ingresso, tramite l'eventuale insert è possibile far uscire il segnale per elaborazione di dinamica o altri effetti outboard, e riprendere a quel punto il segnale trattato nel canale; l'effettiva posizione dell'insert all'interno del percorso del canale può variare, ma in genere è appunto post-preamplificatore e pre-eq/aux.
Fisicamente è costituito generalmente da una femmina jack TSR situata sotto i connettori di ingresso del canale (uscita e rientro monofonico sbilanciato), oppure da due femmine jack TSR (uscita e rientro monofonico bilanciato).

#### Equalizzatore
Questa sezione permette di rifinire la qualità timbrica del segnale. Tipicamente è a tre o quattro bande; su mixer di fascia medio-alta una o due bande possono essere semi-parametriche (è possibile modificarne la frequenza centrale) o parametriche (è possibile modificarne sia la frequenza centrale, sia il fattore di merito o anche detto campanatura).
È presente talvolta un filtro passa-alto; la frequenza di taglio è generalmente fissa (tipicamente sui 80 o sui 100 Hz). Sui mixer di fascia alta tale frequenza è modificabile ed è talvolta presente anche un filtro passa basso.

#### Mandate Monitor (aux pre-fader)
Questa sezione contiene uno o più potenziometri per regolare l'invio di segnale ai canali di monitor (aux). Questi canali generalmente sono pre-fader, ovvero il livello del segnale inviato ai monitor non viene influenzato dal livello del fader, ma possono anche essere settati come post-fader, e in questo caso risentono del livello dei fader.

#### Mandate Effetti (aux post-fader)
Questa sezione contiene uno o più potenziometri per regolare l'invio di segnale ai canali destinati a processori di effetto. Questi canali sono post-fader, ovvero il livello del segnale inviato ai monitor viene influenzato dal livello del fader.

#### Selettore dei gruppi
Presente su mixer analogici di fascia alta, ma su quasi tutti i mixer di nuova generazione (digitali). Ogni canale della console presenta uno o più tasti che abilitati convogliano il segnale audio a gruppi di canali in uscita.

#### Pan-pot
Questo potenziometro permette di posizionare una sorgente sonora in un qualunque punto tra il canale sinistro e il canale destro dell'immagine stereofonica di un dispositivo audio.

#### Potenziometro (Fader)
Questo potenziometro, tipicamente a slitta, regola l'invio del segnale ai canali di uscita principali, o ai gruppi se presenti.

### Uscite
L'uscita principale di un mixer è in genere stereofonica (canale sinistro e canale destro) e può essere indirizzata direttamente ai diffusori (se sono attivi) o ai finali di potenza (che a loro volta manderanno il segnale di potenza a diffusori passivi). Prima di questi i segnali possono essere inviati a dei processori, il più conosciuto ed usato è l'equalizzatore, ma può essere un processore effetti, spesso i segnali vengono inviati ad un crossover elettronico che divide il segnale in diverse bande (solitamente quella infra-bassa, quella bassa, quella media e quella alta) questi segnali divisi in bande verranno inviati ai rispettivi diffusori attivi o a dei finali che alimenteranno diffusori passivi.

#### Master
Questi sono i due canali di uscita principali, solitamente sinistro e destro. A volte è presente una terza uscita denominata mono (che può consistere nella somma dei due canali principali, oppure essere alimentata da una mandata specifica), utile per l'alimentazione di subwoofer o di una cassa centrale. Il master è principalmente usato per alimentare l'impianto di amplificazione in ambiente live, ma anche apparecchiature per registrazione (sala d'incisione).

#### Ausiliarie
Queste mandate dette di aux, possono essere utilizzate in svariati modi. Nell'ambito di una rappresentazione dal vivo vengono utilizzate principalmente per l'invio del segnale ai monitor (o spie) dei musicisti sul palco o per l'invio ad effetti esterni per l'elaborazione del suono. Questo tipo di mandate, in genere, ha due possibilità di prelevamento del segnale che prendono il nome di PRE, se si vuole che la quantità di segnale sia indipendente dalla posizione del nostro Fader, e POST, se invece vogliamo che sia vincolato. 
Questa comporta una certa comodità poiché sullo stesso banco avremo la possibilità di creare una svariata serie di miscele a seconda delle esigenze dello spettacolo. Generalmente le mandate PRE vengono utilizzati per il pilotaggio delle spie sul palco e le POST per le mandate agli effetti.

#### Effetti
Questi uscite alimentano processori di effetti interni o esterni, permettendo di alimentare l'effetto con una combinazione specifica dei canali in ingresso. Il segnale prodotto dal processore di effetto ritorna al mixer in un canale di ingresso. Molti mixer posseggono canali di ingresso semplificati specificamente per questa funzione.

#### Gruppi
Questa funzionalità permette di indirizzare i canali di ingresso in gruppi che possono essere regolati in modo unitario, ad esempio la batteria o una sezione di strumenti omogenei.

## Galleria d'immagini

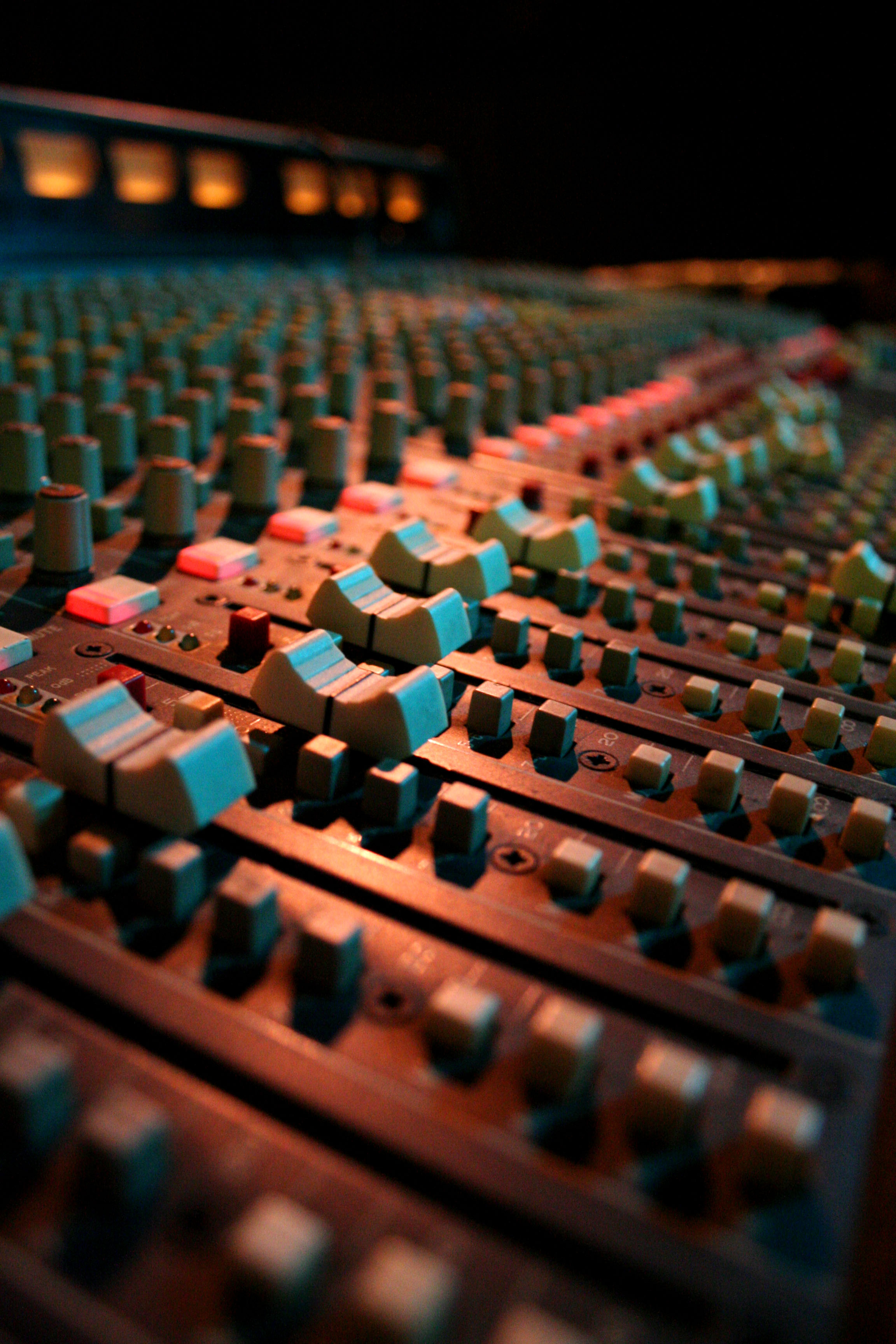
Un mixer per performance live Allen & Heath
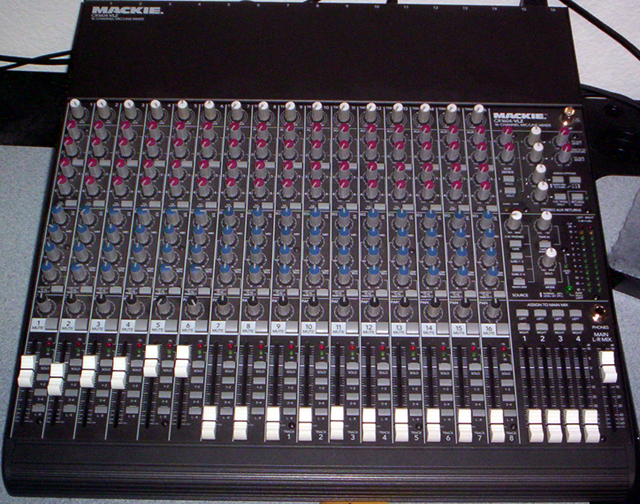
Un mixer Mackie CR1604-VLZ in uno studio domestico
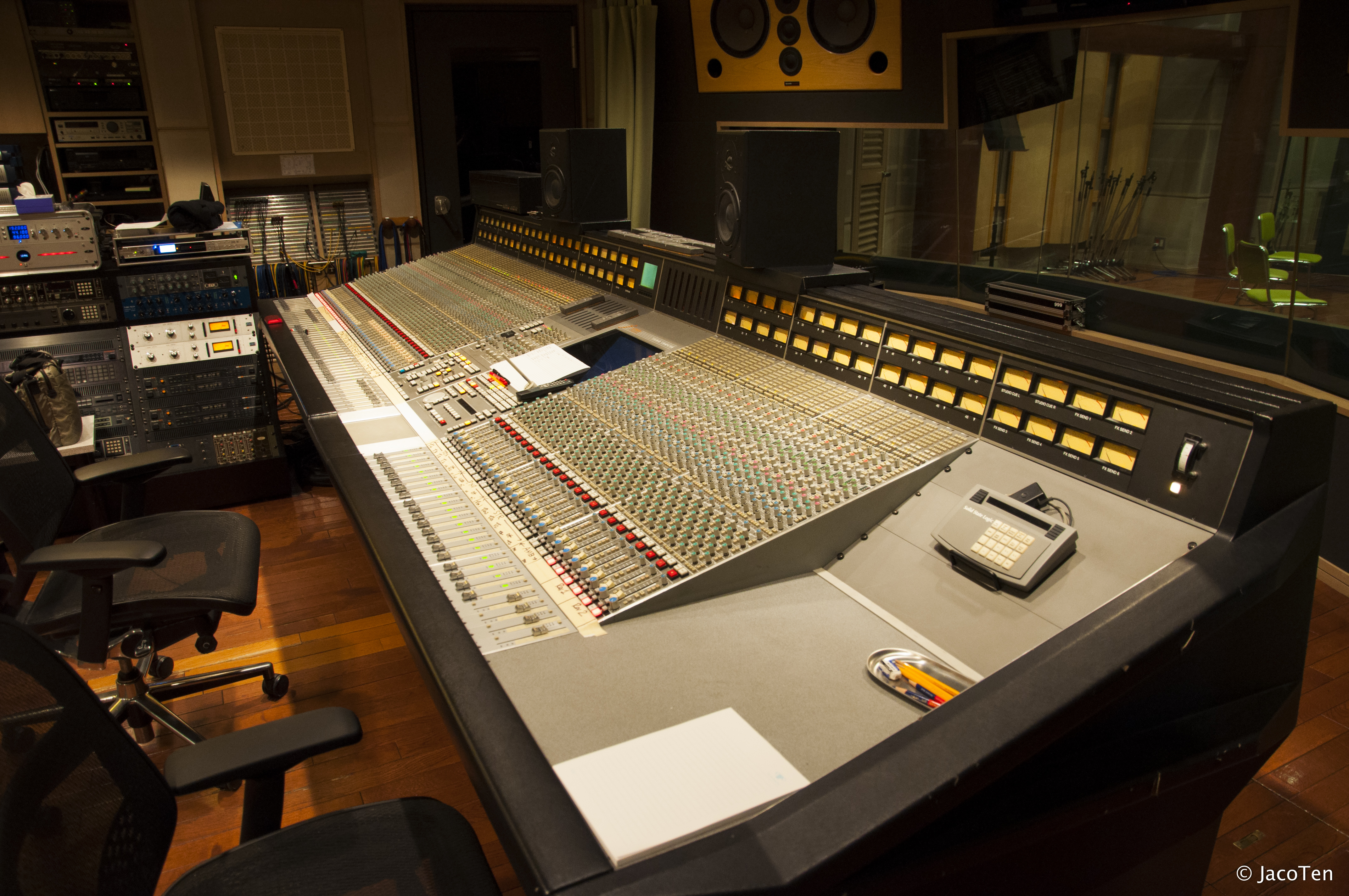
Solid State Logic SL9064J
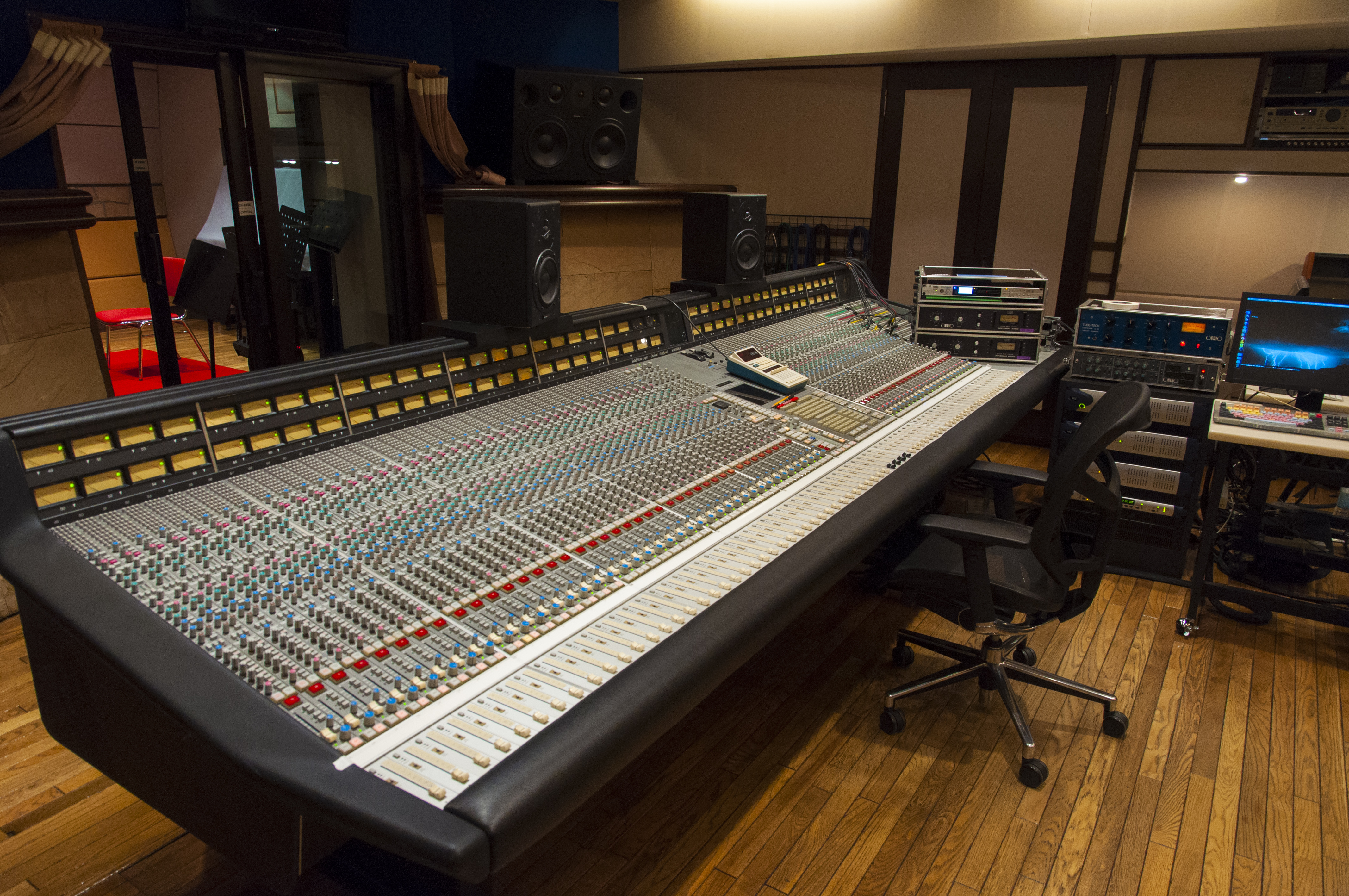
Solid State Logic SL4064G+
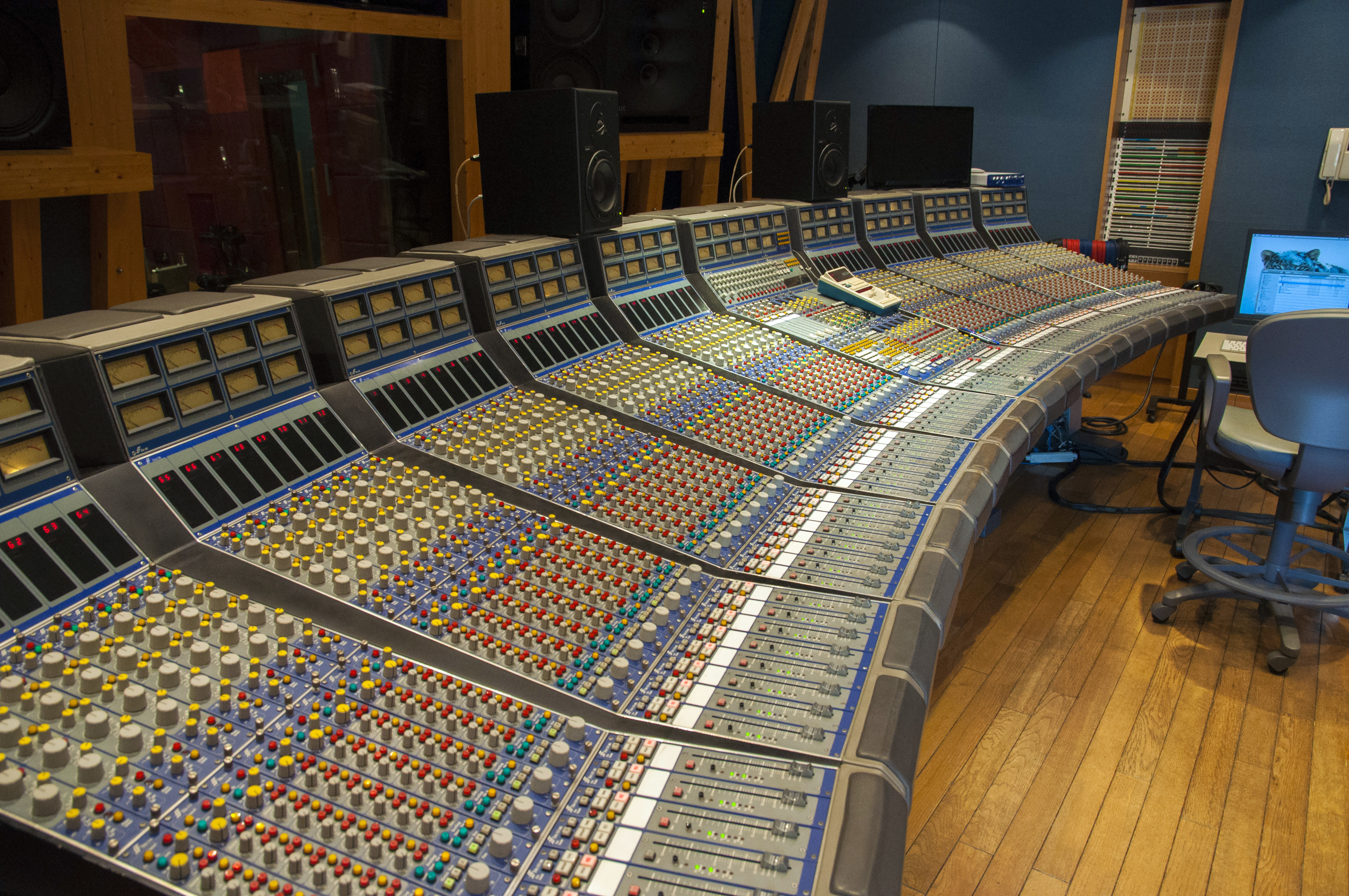
Console Focusrite 72 ingressi e 48 uscite con GML fader automation
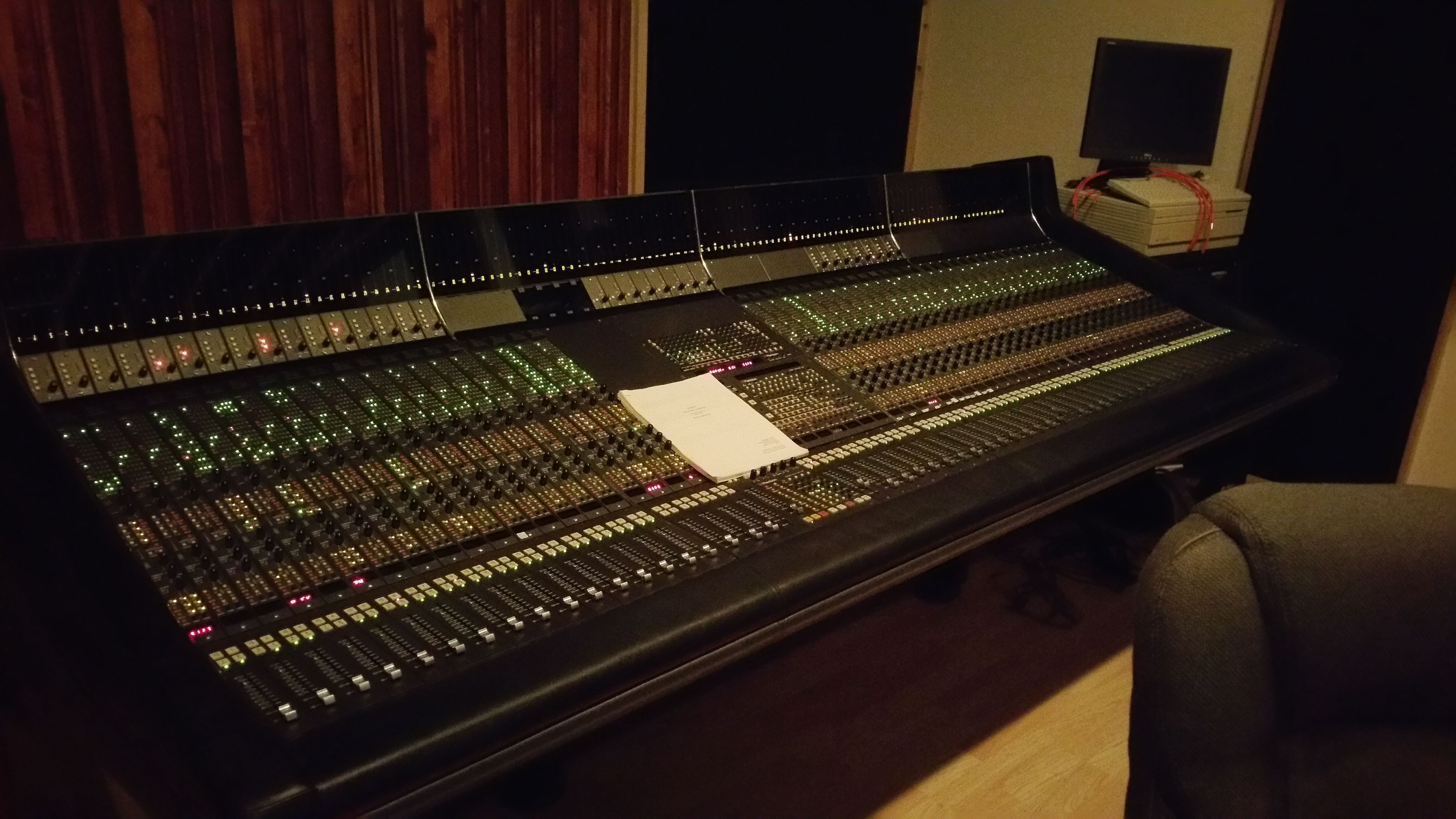
Console Harrison Series TEN – la prima console al mondo con controllo digitale del segnale
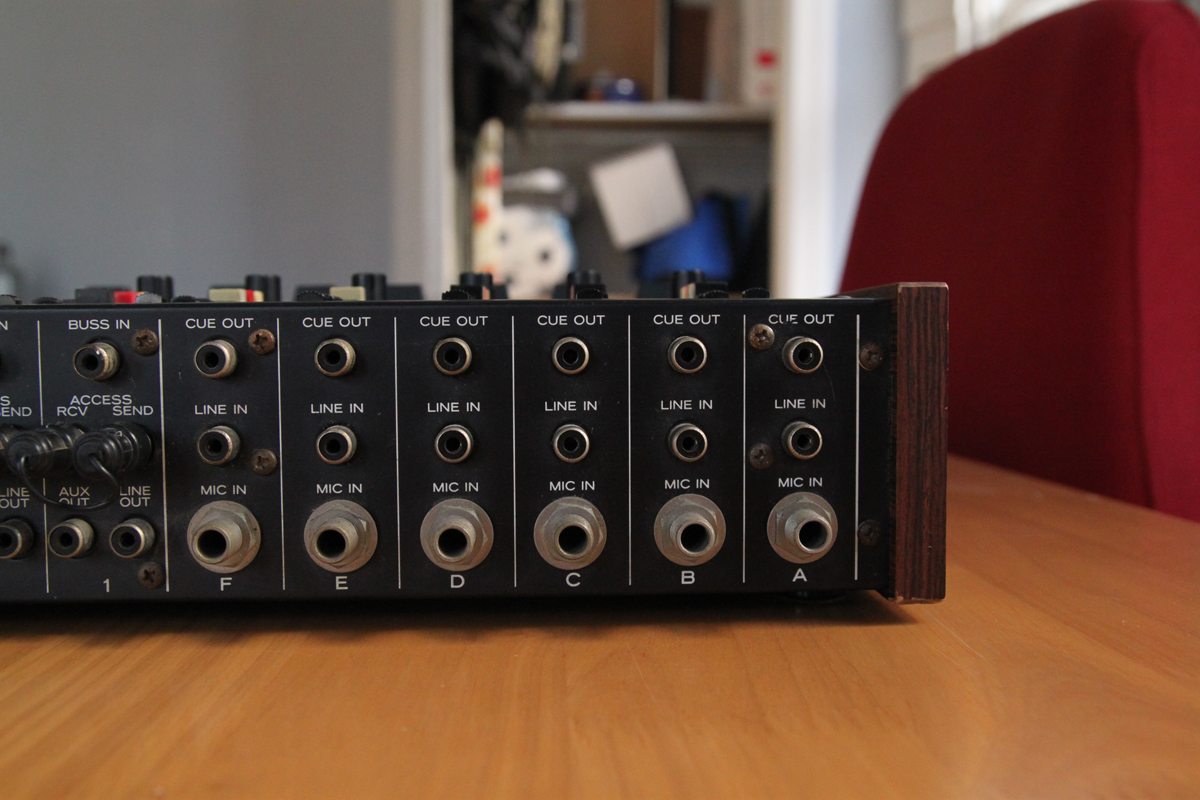
Dettaglio del pannello posteriore di un mixer audio anni '70

## Costruttori
- Argosy
- ADT Audio
- Alesis
- Alice
- Allen & Heath
- AMEK
- API Audio
- Audient
- Audix Broadcast Ltd
- Automated Processes, Inc.
- Audioarts *vedi Wheatstone
- AMS Neve
- Avid Technology
- Behringer
- Cadac Electronics
- Calrec
- Carvin A&I
- Crest Audio
- D&R
- DiGiCo
- Digidesign
- Deubner Hoffmann Digital (DHD)
- Electro-Voice
- Euphonix
- Fairlight
- Focusrite
- Daniel Flickinger
- Harris Corporation
- Harrison Audio Consoles
- Klotz Digital
- Lawo
- Logitek Audio
- Mackie Designs
- Music Center Incorporated (MCI)
- Midas Consoles
- Montarbo
- Peavey
- Phonic Corporation
- Pioneer Corporation
- PreSonus
- Radio Systems
- Rupert Neve
- Rane Corporation
- Roland Corporation
- Roland Systems Group
- Samick
- Samson Technologies
- Shure
- Sonifex
- Solid State Logic (SSL)
- Soundcraft
- Speck Electronics
- Studer
- Studiomaster
- Tapco
- Tascam
- TL-Audio
- Ward-Beck Systems
- Wheatstone
- Yamaha Pro Audio
- Yorkville